# Aijal
Aijal er hovedstad i delstaten Mizoram, Indien. Hovedstaden i Mizoram ar Aizawl, Aijal er navnet på Hindi.
23°44′N 92°43′Ø / 23.73°N 92.72°Ø